# Teucrium grandifolium
Teucrium grandifolium là một loài thực vật có hoa trong họ Hoa môi. Loài này được R.A.Clement miêu tả khoa học đầu tiên năm 1993.